# Wolfau
Wolfau es una localidad del distrito de Oberwart, en el estado de Burgenland, Austria, con una población estimada, a principios del año 2021, de 1435 habitantes. 
Se encuentra ubicada en el centro-sur del estado, a poca distancia al oeste de la frontera con Hungría y al sureste de Viena.